# Keatyt
Keatyt – jedna z syntetycznych form polimorficznych dwutlenku krzemu. Powstaje w hydrotermalnej syntezie z alkalicznych roztworów w temperaturze 345 °C pod ciśnieniem 1250 atm. Tworzy sieć tetragonalną, zbudowaną z poczwórnych spirali złożonych z tetraedrów SiO4.